# Margarinotus niponicus
Margarinotus niponicus är en skalbaggsart som först beskrevs av Lewis 1895.  Margarinotus niponicus ingår i släktet Margarinotus och familjen stumpbaggar. Inga underarter finns listade i Catalogue of Life.